# خاجيمورات غاتسالوف
خاجيمورات سلطانوفيتش غاتسالوف (الروسية: Хаджимурат Солтанович Гацалов ، من مواليد 11 ديسمبر 1982 ، في شيكولا ، أوسيتيا الشمالية - ألانيا) هو مصارع روسي. اعتبارًا من فبراير 2020 ، يمثل أرمينيا، فاز بالميدالية الذهبية في فئة 96 كجم حرة في دورة الألعاب الأولمبية الصيفية 2004، وتغلب على بطل بطولة القتال النهائي للوزن الثقيل والوزن الثقيل دانيال كورميي في الدور نصف النهائي. فاز بخمس ميداليات عالمية في فئة 96 كجم في بطولة العالم للمصارعة. في عام 2013 ، صعد إلى فئة 120 كجم وفاز بالميدالية الذهبية في بطولة العالم للمصارعة. بدأ مسيرته التنافسية رفيعة المستوى بوزن 84 كجم في عام 2002 قبل أن ينتقل إلى 96 كجم و 120 كجم. 
في عام 2014 ، أصبح شريك تدريب كورميي قبل قتال كورميي ضد جون جونز في يو إف سي 182.